# Harvey Carignan
Harvey Carignan alias The Hammer (* 18. Mai 1927 in Fargo, North Dakota; † 6. März 2023 im Oak-Park-Heights-Gefängnis in Minnesota) war ein US-amerikanischer Serienmörder.

## Verbrechen
1949 wurde Carignan wegen Mordes an einer Frau zum Tode verurteilt. Wegen Verfahrensfehlern wurde das Todesurteil in eine Haftstrafe umgewandelt. 1960 wurde er begnadigt. In den nächsten Jahren verbüßte er mehrere Haftstrafen. 1972 bis 1975 vergewaltigte und tötete er mehrere Frauen, indem er sie mit einem Hammer erschlug. Im Jahre 1975 wurde Carignan schließlich erneut verhaftet und zu lebenslanger Haft verurteilt.